# Gary Buslik
Gary Buslik (* 1946 in Chicago) ist ein US-amerikanischer Schriftsteller.

## Leben
Buslik verließ die Evanston Township High School in Evanston nördlich von Chicago mit einem Abschluss in Englischer Literatur und gründete danach in Chicago eine Sicherheitsfirma, die ihm ein gesichertes Einkommen verschaffte. 1997, im Alter von 50 Jahren, verkaufte er die Firma und schrieb sich an der University of Illinois für Englische Literatur ein. Dort promovierte er 2007 und ist seitdem an der Universität als Dozent für englische Literatur und kreatives Schreiben tätig. Buslik ist jüdischen Glaubens und seit 2007 geschieden.

## Auszeichnungen
- 2009: Finalist beim Benjamin Franklin Book Award für A Rotten Person Travels The Caribbean[5]
- mehrere Nominierungen für den Pushcart Prize[6]

## Werk
Buslik schreibt Romane und Kurzgeschichten, die auf während seiner Reisen tatsächlich Erlebtem aufbauen, aber Details bis ins Groteske überspitzen.

### Romane
- The Missionary’s Position. Sunny Books, 1999, ISBN 978-0966551303.
- A Rotten Person Travels The Caribbean. Travelers’ Tales, 2008, ISBN 978-1932361582.
- Akhmed and the Atomic Matzo Balls. Travelers’ Tales/Solas House, 2012, ISBN 978-1609520694.

### Essays
- In or Out, in: The Best Travel Writing 2010, Travelers’ Tales, 2010, ISBN 1-932361-73-1
- Lanterns of Fear, in: The Best Travel Writing 2011, Travelers’ Tales, 2011, ISBN 1-609520-08-4
- Escape, in: The Best Travel Writing Vol. 9, Travelers’ Tales, 2012, ISBN 1-609520-57-2